# Personne ne m'aime
Personne ne m'aime je francouzský hraný film z roku 1994, který režírovala Marion Vernoux. Snímek měl světovou premiéru dne 9. března 1994.

## Děj
Jedné noci se padesátiletá Annie po hádce se svým milencem ocitne na ulici. Odjede ke své sestře Françoise, vdané matky, která je přesvědčena, že po odchodu dětí našla druhé mládí. Annie podezřívá svého manžela Paula z nevěry. Přesvědčí Françoise, aby se spolu dodávkou vydaly do Cambrai, kde se má Paul účastnit konference, aby si své podezření ověřila. Během svého výletu s sebou vezmou manažera hotelu Cricriho a pokojskou Dizou.

## Obsazení
| Bernadette Lafont      | Annie           |
| Bulle Ogier            | Françoise       |
| Lio                    | Marie           |
| Michèle Laroque        | Marie-Christine |
| Maaïke Jansen          | Dizou           |
| Jean-Pierre Léaud      | Lucien          |
| Judith Vittet          | Lili            |
| André Marcon           | Jacques Meyer   |
| Antoine Chappey        | Pierre          |
| Anne Gautier           | Patricia        |
| Boris Bergman          | muž v baru      |
| Yann Collette          | Jean-Yves       |
| Jean-Claude Leguay     | strážce         |
| Claude Muret           | Paul            |
| Isabelle Petit-Jacques | Lucie           |
| Frédéric Quiring       | Didier          |